# أفاستيه
أفاستيه (بالإستونية: Avaste)، قرية تتبع دائرة ماريما في مقاطعة رابلا غرب إستونيا.
يوجد فيها مطار سابق يعود للحقبة السوفيتية كان قد شُيِّد في الفترة ما بين عام 1975 وعام 1985، وقد كان يستخدم لأغراضٍ زراعيَّة.